# Якубовка (Тернопольская область)
Якубовка (укр. Якубівка) — село в Залещицкой городской общине Чортковского района Тернопольской области Украины.
До 2020 года входило в Залещицкий район.
Код КОАТУУ — 6122088303. Население по переписи 2001 года составляло 172 человека.

## Географическое положение
Село Якубовка находится на расстоянии в 0,5 км от села Торское.
Рядом проходит автомобильная дорога Р-24.

## История
- 1890 год — дата основания.